# دنیلا رومو
دنیلا رومو (انگلیسی: Daniela Romo؛ زادهٔ ۲۷ اوت ۱۹۵۹) مجری، خواننده، بازیگر تلویزیون، بازیگر تئاتر، و سینما اهل مکزیک است. وی از سال ۱۹۷۲ میلادی تاکنون مشغول فعالیت بوده است. در طول دوران حرفه ای خود، رومو بیش از ۱۵ میلیون آلبوم به فروش رسانده است که او را به یکی از پرفروش‌ترین هنرمندان موسیقی لاتین در تاریخ تبدیل کرده است.
از فیلم‌ها یا برنامه‌های تلویزیونی که وی در آن نقش داشته است می‌توان به زنان قاتل اشاره کرد.

## زندگی‌نامه
ترزا پرسمانس کورونا در ۲۷ اوت ۱۹۵۹ در مکزیکو سیتی، مکزیک به دنیا آمد. والدین او هرگز ازدواج نکردند و دانیلا و خواهرش پاتریشیا توسط مادربزرگشان بزرگ شدند. به عنوان یک کودک، او تحت تأثیر روسیو دورکال قرار داشت، که این موضوع الهام بخش او برای تبدیل شدن به یک بازیگر و یک هنرمند موسیقی شد. رومو در دوره فعالیت تلویزیونی اش به برنامه‌های مختلف در آن زمان می‌رفت و آواز می‌خواند. در این مدت، چوچو فرر، تهیه‌کننده محبوب آن دوران، پتانسیل رومو را دید و پیشنهاد تولید یک یک آلبوم را به وی ارائه کرد. رومو که ۲۰ سال بیشتر نداشت جاه‌طلبانه وارد این ماجراجویی شد و اولین ضبط خود را با نام منم همین‌طور (همچنین با نام تو خیلی شبیه من هستی در سال ۱۹۸۵ منتشر شد) را در سی‌بی‌اس رکوردز ضبط کرد. همه این آهنگ‌ها توسط خواننده و ترانه‌سرا لولیتا د لا کولینا نوشته شده است. این آلبوم به دلیل نوع آوازی که رومو می‌خواند (تصنیف) تا حد زیادی با شکست مواجه شد و مردم آمادگی پذیرش این کار را از چنین خواننده جوانی نداشتند. رومو بیشتر کارهای مرتبط با فیلم و تلویزیون انجام می‌داد و در سال ۱۹۸۲ با تبلیغ صابون دوباره در تلویزیون خوش درخشید. در سال ۲۰۰۵، رومو آلبوم نوستالژی، مجموعه‌ای از تصنیف‌های آکوستیک تولید شده توسط آدریان پوس را منتشر کرد و در همان سال، او برای بازی در نقش دونا خوانا شرور تحسین‌های زیادی را به خود جلب کرد. در سال ۲۰۰۶، رومو اثر موزیکال کاباره را در مکزیک تولید کرد و در سال ۲۰۰۹ ستاره فیلم ویکتور ویکتوریا بود.

## فعالیت هنری
در سال ۱۹۸۳، رومو به اسپانیا سفر کرد و از طریق دوست نزدیکش میگل بسه با دانیلو واونا آشنا شد. دانیلو در آن زمان به‌عنوان یک تهیه‌کننده جوان ایتالیایی و جوان در کنار رافائلا کارا معروف بود. دنیلا رومو یه کمک او تحت یک لیبل جدید به نام ئی‌ام‌آی شروع به ضبط قطعاتش کرد. اولین تک آهنگ او به نام «دروغگو» در اسپانیا سر و صدای زیادی به پا کرد زیرا در این مدت او میزبان یک برنامه گفتگوی آخر شب در آن کشور بود و به شهرت نسبی دست یافته بود. فعالیت موسیقی رومو در سال ۱۹۸۹ با انتشار اثری به نام می‌خواهم در کنار کسی بیدار شوم به تهیه کنندگی ببو سیلوتی دچار تحولی بزرگ شد. این اثر یک تغییر موسیقایی بزرگ برای او بود که تغییر سبک به موسیقی پاپ معاصر بزرگسالان محسوب می‌شود. این اقدامی پر ریسک بود، اما نتیجه داد و این اثر به یک موفقیت بزرگ در مقیاس بین‌المللی تبدیل شد. او به ضبط ادامه داد و در سال ۱۹۹۳ قرارداد جدیدی با کمپانی ملودی امضا کرد.